# Micronycteris minuta
Micronycteris minuta — вид родини листконосові (Phyllostomidae), ссавець ряду лиликоподібні (Vespertilioniformes, seu Chiroptera).

## Середовище проживання
Країни поширення: Болівія, Бразилія, Колумбія, Коста-Рика, Еквадор, Французька Гвіана, Гаяна, Гондурас, Нікарагуа, Панама, Перу, Суринам, Тринідад і Тобаго, Венесуела. Проживає у вічнозелених і листяних лісах низовини, однак, був виявлений в сільськогосподарських районах з рідкісними деревами.

## Звички
Сідала лаштує поодинці або невеликими групами в дуплах дерев або печерах, часто з іншими видами кажанів; зрідка зустрічаються в шахтах. Раціон включає комах (76%) і рослинний матеріал (24%), такий як фрукти. Вагітні самиці були зафіксовані в березні і квітні в Коста-Риці.

## Загрози та охорона
Вирубка лісів є проблемою, хоча це не є серйозною загрозою. Цей вид зустрічається в ряді природоохоронних територій.